# Tehnike kreativnog mišljenja
Tehnike kreativnog mišljenja su metode za potporu ljudske kreativnosti za pronalaženje alternativnog pristupa, povećanje mašovitosti i ili dobivanje novih ideja za rješavanje zadaća ili rješavanja problema. 
Metode pomažu pronaći jasniju formulaciju problema, ubrzati proces pronalaženja ideja, povećati broj ideja, proširuju poglede na problem i prevladavaju mentalne blokade. 
Metode se mogu rabiti pojedinačno ili u skupinama. Pridonose smanjenje vremena potrebno za pronalazak ideja.
Provode se primjerice pa području gospodarstva, politike ili obrazovanja itd. za dobivanje inovacija kod inovativnih projekta.